# Marcin Koniusz
Marcin Krzysztof Koniusz (* 12. září 1983 Sosnovec, Polsko) je bývalý polský sportovní šermíř, který se specializoval na šerm šavlí. Otec Krzysztof Koniusz a strýc Jarosław Koniusz reprezentovali Polsko v šermu šavlí na přelomu osmdesátých a devadesátých let. Polsko reprezentoval v prvních letech jednadvacátého století. Na olympijských hrách startoval v roce 2008 v soutěži jednotlivců a neprošel přes úvodní kolo. V roce 2004 obsadil druhé místo na mistrovství Evropy v soutěži jednotlivců. S polským družstvem šavlistů vybojoval v roce 2004 a 2005 druhé místo na mistrovství Evropy.